# Liste de films français sortis en 2020
Listes de films français
- 2016
- 2017
- 2018
- 2019
- 2020
- 2021
- 2022
- 2023
- 2024

Cette page propose une liste non exhaustive de films français sortis en 2020.
| Titre                                                                   | Réalisateur(s)         | Genre(s)                         | Date de sortie Première sortie mondiale |
| ----------------------------------------------------------------------- | ---------------------- | -------------------------------- | --------------------------------------- |
| La Bonne Épouse                                                         | Martin Provost         |                                  | 15 janvier                              |
| Divorce Club                                                            | Mickaël Youn           | Comédie                          | 17 janvier                              |
| La Daronne                                                              | Jean-Paul Salomé       | Comédie                          | 16 janvier                              |
| Une belle équipe                                                        | Mohamed Hamidi         | Comédie                          | 15 janvier                              |
| Sol                                                                     | Jézabel Marques        | Comédie                          | 8 janvier                               |
| Mignonnes                                                               | Maïmouna Doucouré      | Drame                            | 23 janvier                              |
| Je ne rêve que de vous                                                  | Laurent Heynemann      | Drame, Film historique           | 15 janvier                              |
| Le Réseau Shelburn                                                      | Nicolas Guillou        |                                  | 22 janvier                              |
| K contraire                                                             | Sarah Marx             |                                  | 22 janvier                              |
| Qu'un sang impur...                                                     | Abdel Raouf Dafri      |                                  | 22 janvier                              |
| Un vrai bonhomme                                                        | Benjamin Parent        | Comédie dramatique               | 8 janvier                               |
| Douze mille                                                             | Nadège Trebal          |                                  | 15 janvier                              |
| L'Esprit de famille                                                     | Éric Besnard           | Comédie                          | 29 janvier                              |
| Le Lion                                                                 | Ludovic Colbeau-Justin | Comédie                          | 29 janvier                              |
| Les Mélancolies de Sade                                                 | Guy Marignane          |                                  | 29 janvier                              |
| Revenir                                                                 | Jessica Palud          | Drame                            | 29 janvier                              |
| Petit Pays                                                              | Éric Barbier           | Drame                            | 3 février                               |
| Ducobu 3                                                                | Elie Semoun            | Comédie                          | 5 février                               |
| Le Prince oublié                                                        | Michel Hazanavicius    | Comédie                          | 12 février                              |
| 10 jours sans maman                                                     | Ludovic Bernard        | Comédie                          | 19 février                              |
| Amare Amaro                                                             | Julien Paolini         | Drame                            | 19 février                              |
| Police                                                                  | Anne Fontaine          | Thriller                         | 23 février                              |
| Cyrille, agriculteur, 30 ans, 20 vaches, du lait, du beurre, des dettes | Rodolphe Marconi       | Documentaire                     | 26 février                              |
| Mes jours de gloire                                                     | Antoine de Bary        | Comédie                          | 26 février                              |
| Mine de rien                                                            | Mathias Mlekuz         | Comédie                          | 26 février                              |
| De Gaulle                                                               | Gabriel Le Bomin       | Drame biographique et historique | 4 mars                                  |
| Papi Sitter                                                             | Philippe Guillard      | Comédie                          | 4 mars                                  |
| Une sirène à Paris                                                      | Mathias Malzieu        |                                  | 11 mars                                 |
| Adieu les cons                                                          | Albert Dupontel        | Comédie                          | 29 juin                                 |
| Brutus vs César                                                         | Kheiron                | Comédie                          | 1er juillet                             |
| Les Parfums                                                             | Grégory Magne          | Comédie                          | 1er juillet                             |
| Été 85                                                                  | François Ozon          | Drame                            | 2 juillet                               |
| Yakari                                                                  | Xavier Giacometti      | Animation                        | 12 août                                 |
| Voir le jour                                                            | Marion Laine           | Drame                            | 12 août                                 |
| 30 Jours max                                                            | Tarek Boudali          | Comédie                          | 18 août                                 |
| Énorme                                                                  | Sophie Letourneur      | Comédie                          | 2 septembre                             |
| Les Choses qu'on dit, les choses qu'on fait                             | Emmanuel Mouret        | Comédie                          | 2 septembre                             |
| Messe basse                                                             | Baptiste Drapeau       | Thriller                         | 2 septembre                             |
| Antoinette dans les Cévennes                                            | Caroline Vignal        | Comédie                          | 16 septembre                            |
| Un pays qui se tient sage                                               | David Dufresne         | Documentaire                     | 18 septembre                            |
| Mon cousin                                                              | Jan Kounen             | Comédie                          | 30 septembre                            |
| Petit Vampire                                                           | Joann Sfar             | Animation                        | 21 octobre                              |
| Garçon chiffon                                                          | Nicolas Maury          | Comédie                          | 28 octobre                              |